# عمرانی
عمرانی که با نام مولانا عمرانی هم شناخته می‌شود (۸۳۲ ه‍.خ – ۹۱۴) شاعر فارسیهود پارسی‌سرای اهل ایران بود. او در اواخر دوران تیموری در اصفهان زاده شد و اوایل دوران صفوی (مصادف با سالهای حکومت شاه اسماعیل و شاه تهماسب یکم) به کاشان مهاجرت کرد و تا زمان مرگش آنجا زندگی می‌کرد. گرچه اطلاعات زیادی از جزئیات زندگانی او در در دست نیست اما طبق توصیفات موجود در آثارش او در دورانی سخت و نابسامان می‌زیست. مطرح‌ترین اثر او به نام فتح‌نامه با الهام از شاهنامه فردوسی و اشعار شاهین شیرازی رویدادهای کتاب مقدس یوشع، روت و سموئیل را توصیف می‌کند اما این اثر هرگز به اتمام نرسید. از عمرانی به عنوان یکی از بزرگ‌ترین شاعران و ادیبان یهودی ایران نام برده می‌شود.